# Joc de putere (Star Trek: Generația următoare)
„Joc de putere” (titlu original: „Power Play”) este al 15-lea episod din al cincilea sezon al serialului TV american științifico-fantastic Star Trek: Generația următoare și al 115-lea episod în total. A avut premiera la 24 februarie 1992 .
Episodul a fost regizat de David Livingston după un scenariu de René Balcer, Herbert J. Wright și Brannon Braga bazat pe o poveste de Paul Ruben și Maurice Hurley.

## Prezentare
Deanna Troi, Miles O'Brien și Data sunt posedați de către niște entități care vor să preia controlul navei.

## Actori ocazionali
- Rosalind Chao - Keiko O'Brien
- Colm Meaney - Miles O'Brien
- Michelle Forbes - Ro Laren
- Ryan Reid - Transporter Technician
- Majel Barrett - Computer Voice

## Primire
Site-ul Medium.com a clasificat episodul ca fiind al 56-lea cel mai bun episod Star Trek: Generația următoare în 2017.